# 13126 Calbuco
A 13126 Calbuco (ideiglenes jelöléssel (13126) 1994 PT16) a Naprendszer kisbolygóövében található aszteroida. Eric Walter Elst fedezte fel 1994. augusztus 10-én.